# Маркович, Драгослав
Драгослав Маркович (серб. Драгослав Марковић; 28 июня 1920, пос. Попович, община Сопот, Королевство сербов, хорватов и словенцев — 20 апреля 2005, Белград, Сербия и Черногория) — югославский государственный деятель, председатель Президиума ЦК Союза коммунистов Югославии (1983—1984).
Отец Мирианы Маркович.

## Биография
Родился в семье учителей, Милорада и Анки, его отец с 1919 года был членом Коммунистической партии Югославии. После её запрета в 1920 году не участвовал в нелегальной работе партии, но оставался приверженцем левых политических убеждений.
Под влиянием своего отца левых и старшего брата, который стал одним из лидеров партийной организации медицинского факультета Белградского университета, он присоединился к молодёжному революционному движению. В 1937 году был арестован за коммунистическую деятельность и после трех недель, проведенных в заключении. исключен из гимназии. Затем он переехал в Панчево, где окончил школу, после чего поступил на медицинский факультет Белградского университета.
В 1938 году вступил в Союз коммунистической молодёжи Югославии, в 1939 году стал членом Коммунистической партии Югославии (КПЮ) в 1939 году. Во время учёбы активно участвовал в революционном студенческом движении, отвечал за работу со старшеклассниками. После вторжения в Югославию фашистских войск зарегистрировался в качестве добровольца, однако в послевоенное время занимал ряд ответственных государственных и партийных должностей:
- 1944—1946 гг. — секретарь, председатель Народно-освободительной комитета Белградской округа,
- 1946—1947 гг. — руководитель партийной школы при ЦК Компартии Сербии,
- 1947—1948 гг. — министр строительства,
- 1948—1950 гг. — министр горнодобывающей промышленности Народной Республики Сербии,
- 1950—1952 гг. — секретарь Коммунистической партии и председатель Народного комитета Белградского округа,
- 1952—1954 гг. — секретарь Белградского горкома Коммунистической партии Сербии и директор радио Белграда,
- 1954—1956 гг. — председатель Совета по культуре при Исполнительном вече Народной Республики Сербии,
- 1956—1958 гг. — председатель идеологической комиссии ЦК Союза коммунистов Сербии,
- 1958—1963 гг. — министр образования,
- 1963—1967 гг. — посол СФРЮ в Болгарии,
- 1967—1969 гг. — председатель Республиканского вече Скупщины Сербии, президент Конституционной комиссии Социалистической Республики Сербии,
- 1969—1974 гг. — председатель скупщины Социалистической Республики Сербии,
- 1971—1974 гг. — член Президиума СФРЮ,
- 1974—1978 гг. — председатель Президиума Скупщины Социалистической Республики Сербии,
- 1978—1982 гг. — председатель Союзной скупщины СФРЮ,
- 1983—1984 гг. — председатель Президиума ЦК Союза коммунистов Югославии.

Избирался членом ЦК Союза коммунистов Югославии, членом и секретарем Центрального совета Социалистического союза трудового народа Сербии, председателем Центрального Совета ветеранов войны.
Ушёл в отставку со всех постов в 1986 году из-за несогласия с политикой, проводимой новым руководством Сербии во главе со своим зятем Слободаном Милошевичем, являлся одним из наиболее жёстких и последовательных его критиков.
Дочь — Мириана Маркович.
Умер 20 апреля 2005 года в Белграде, где был кремирован и позже похоронен на Новом кладбище Белграда.